# IronLisp
IronLisp是Lisp在Microsoft.NET Framework上的一个实现。它由Xacc.ide在2007年7月23日发表。IronLisp已被IronScheme替代，将不会有更进一步的开发。
IronLisp的Beta版本已经在Microsoft Public License授权协议下发布。